# Obermarchtal
Obermarchtal è un comune tedesco di 1 276 abitanti, situato nel land del Baden-Württemberg.

## Monumenti e luoghi d'interesse

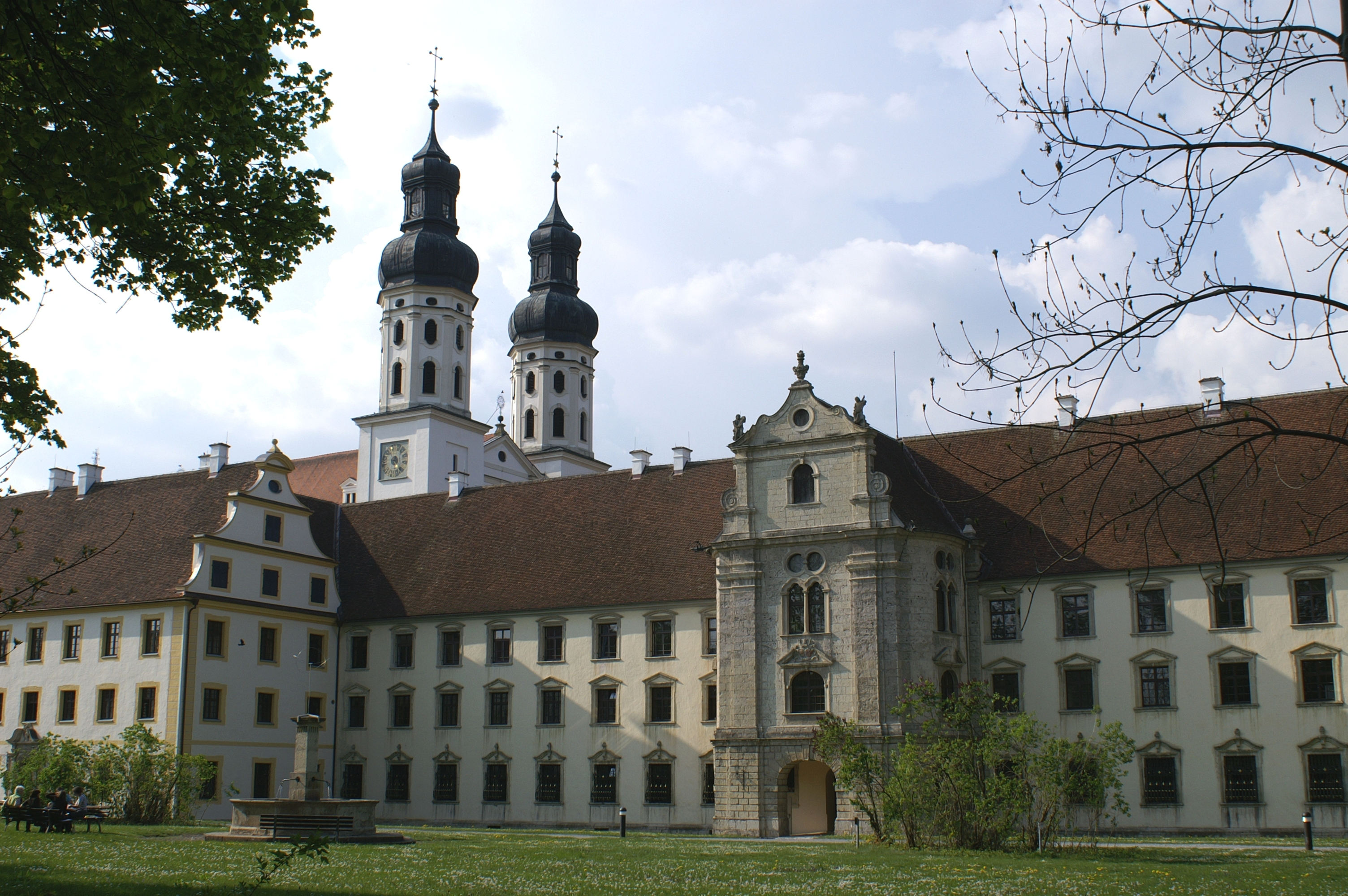

- Abbazia di Obermarchtal. Grande complesso barocco.